# Hamerský mlýn
Hamerský mlýn, známý také jako mlýn Dobrkovický, se nalézá nedaleko Českého Krumlova ve vesnici Staré Dobrkovice. Jde o českou nemovitou kulturní památku chráněnou od roku 1963.

## Popis
Vodní mlýn leží na potoku Polečnici označovaném také jako Chvalšinský potok. Jedná se architektonickou památku, na které je patrné mnoho přestaveb v různých slohových obdobích – jde o goticko-renesančně barokní komplex budov.[zdroj?]
Komplex je tvořen barokní patrovou obytnou budovou na níž v pravém úhlu navazuje budova stejně vysoké mlýnice. Naproti přes dvůr se nalézá budova gotické sýpky, tzv. špýcharu. Dvůr dále lemují podlažní budovy bývalých chlévů a kolen, které byly přestavěny na dílny a ateliéry. Dvůr nejvíce na jihu uzavírá budova stodoly.
Mlýn byl přestavěn z vodního hamru, odkud zřejmě pochází název „Hamerský“.

## Další obrázky

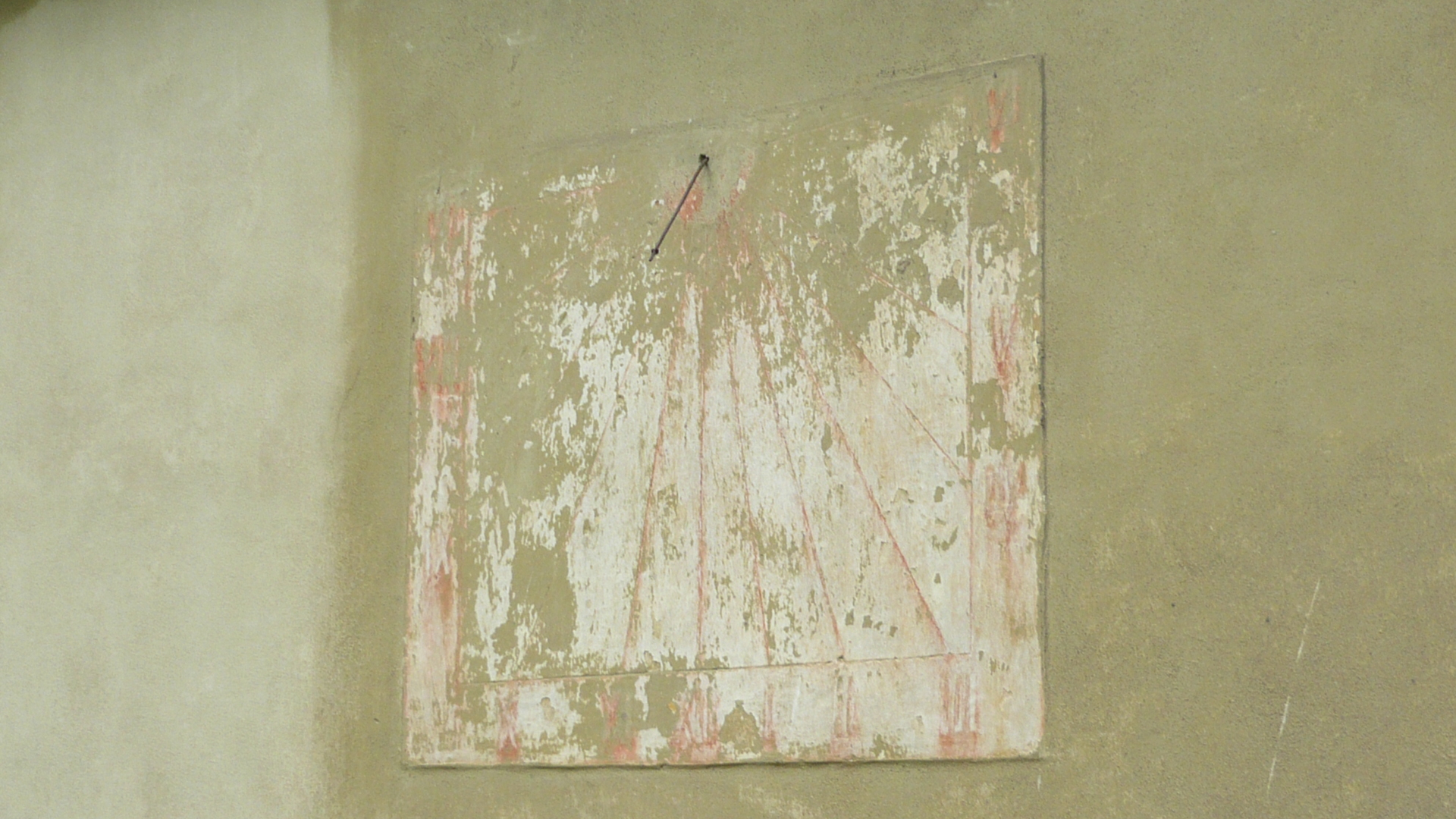
Sluneční hodiny
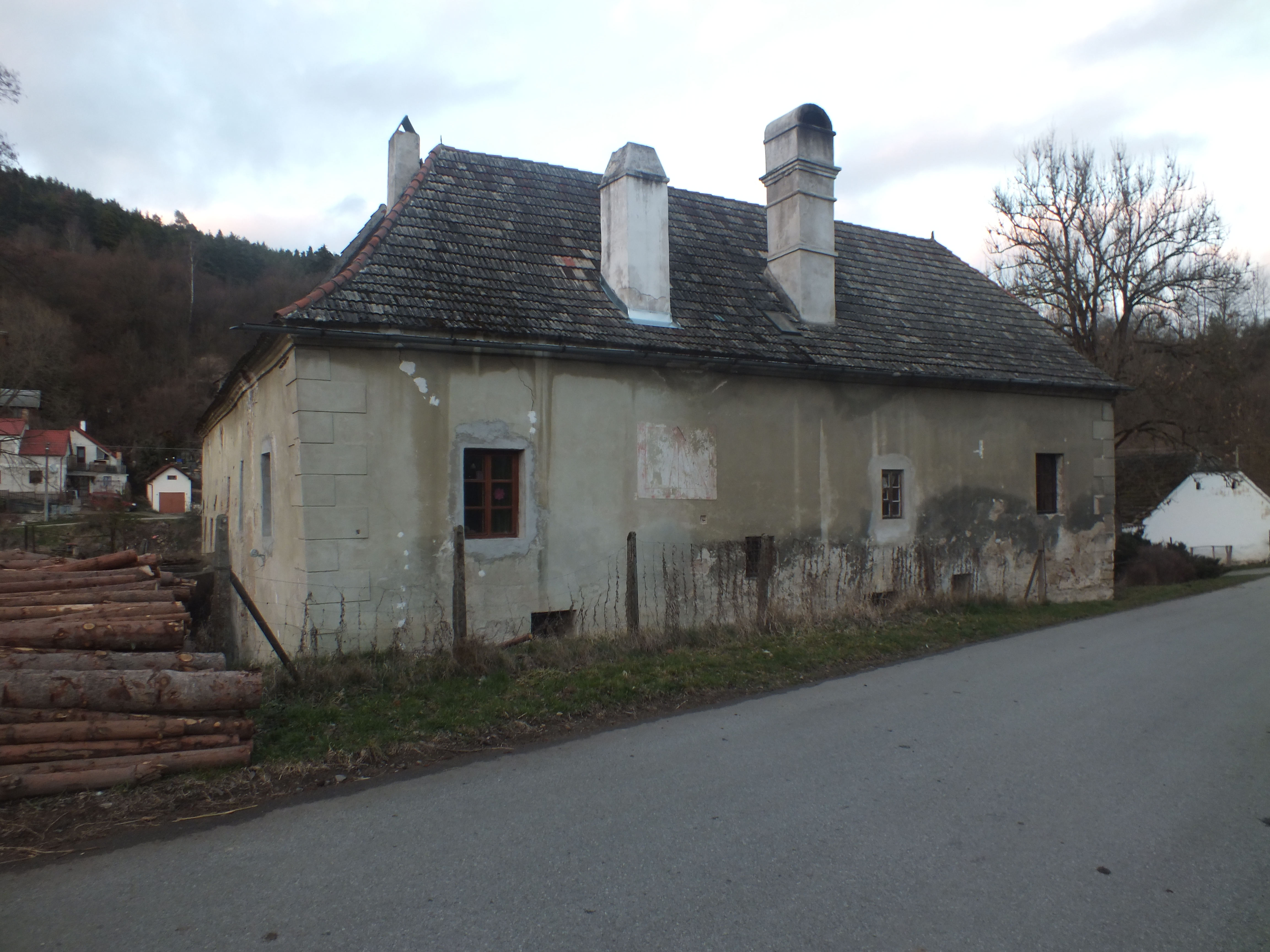
Jižní stěna jižní budovy